# Obiekty sakralne w Opolu

Na terenie Opola zlokalizowanych jest 21 kościołów katolickich, pięć świątyń protestanckich, dwie Sale Królestwa Świadków Jehowy oraz dwie świątynie buddyjskie. Poza tym, w mieście zlokalizowane są także liczne kaplice i domy zakonne.

## Świątynie

### Kościoły katolickie[2]
Na terenie Opola znajduje się 21 kościołów katolickich, z których jeden znajduje się obecnie w budowie. Cztery z nich powstały w okresie średniowiecza, jeden w wieku XVII, jeden w wieku XIX, dwanaście w wieku XX, a dwa w wieku XXI. Znajdują się one na terenie 16 parafii, położonych na terenie dwóch dekanatów.
| Nazwa                                          | Zdjęcie       | Adres                                        | Parafia                                | Funkcja       | Liczebność parafii | Okres powstania | Uwagi |
| Dekanat Opole                                  | Dekanat Opole | Dekanat Opole                                | Dekanat Opole                          | Dekanat Opole | Dekanat Opole      | Dekanat Opole   | Dekanat Opole |
| ---------------------------------------------- | ------------- | -------------------------------------------- | -------------------------------------- | ------------- | ------------------ | --------------- | --- |
| Kościół katedralny Świętego Krzyża             |               | ul. Katedralna 2                             | Podwyższenia Krzyża Świętego           | katedralny    | 14 700             | XI-XII w.       | Od 1972 r. kościół jest katedrą Diecezji Opolskiej.                                                                |
| Kościół Świętej Trójcy                         |               | pl. Wolności 2                               | Podwyższenia Krzyża Świętego           | filialny      | -                  | XIII-XIV w.     | Kościół należy do kompleksu klasztoru ojców Franciszkanów.                                                         |
| Kościół św. Sebastiana                         |               | pl. św. Sebastiana 2                         | Podwyższenia Krzyża Świętego           | filialny      | -                  | 1696            | Kościół został zbudowany jako wotum dziękczynne po ustąpieniu zarazy z 1680 r.                                     |
| Kościół św. Aleksego                           |               | pl. Katedralny, Opole                        | Podwyższenia Krzyża Świętego           | filialny      | -                  | XV w.           | |
| Kościół Matki Boskiej Bolesnej i św. Wojciecha |               | pl. Kopernika 12                             | Matki Boskiej Bolesnej i św. Wojciecha | parafialny    | 4500               | XIII w.         | |
| Kościół Najświętszego Serca Pana Jezusa        |               | ul. O. Czaplaka 1                            | Najświętszego Serca Pana Jezusa        | parafialny    | 5000               | 1930 r.         | Dawniej do parafii należało m.in.: osiedle ZWM (później AK).                                                       |
| Kościół Świętych Apostołów Piotra i Pawła      |               | pl. Mickiewicza 1                            | św. Apostołów Piotra i Pawła           | parafialny    | 17 000             | 1923-1925       | |
| Kościół św. Jadwigi Śląskiej                   |               | ul. Wojciecha Drzymały                       | św. Apostołów Piotra i Pawła           | filialny      | -                  | 2000 r.         | Kościół służy społeczności akademickiej Opola.                                                                     |
| Kościół Przemienienia Pańskiego w Opolu        |               | ul. Grota-Roweckiego 3                       | Przemienienia Pańskiego                | parafialny    | 22 000             | 1983            | |
| Kościół św. Karola Boromeusza                  |               | ul. Chabrów 74                               | św. Karola Boromeusza                  | parafialny    | 7760               | 2007            | |
| Kościół Wniebowzięcia Najświętszej Maryi Panny |               | ul. Wiejska 101, Opole-Gosławice             | Wniebowzięcia NMP                      | parafialny    | 3000               | 1933 r.         | |
| Kościół św. Katarzyny Aleksandryjskiej         |               | ul. ks. J. Popiełuszki 13, Opole-Groszowice  | św. Katarzyny Aleksandryjskiej         | parafialny    | 2750               | 1880-1883 r.    | |
| Kościół Matki Boskiej Fatimskiej               |               | ul. Strzelecka 23, Opole-Grudzice            | Matki Boskiej Fatimskiej               | parafialny    | 2400               | 1957-1959       | Parafia wyodrębniona została z parafii Opole-Groszowice.                                                           |
| Kościół św. Jacka                              |               | ul. Tysiąclecia 11, Opole-Kolonia Gosławicka | św. Jacka                              | parafialny    | 11 430             | 1977-1989       | |
| Kościół św. Jadwigi Śląskiej                   |               | ul. Teligi 81, Opole-Malina                  | św. Jadwigi Śląskiej                   | parafialny    | 1 400              | 1989-1993       | Parafia wyodrębniona została z parafii Opole-Groszowice.                                                           |
| Kościół Chrystusa Króla                        |               | ul. Irydowa 23, Opole-Metalchem              | Chrystusa Króla                        | parafialny    | 3200               | 2009            | Parafia wyodrębniona została z parafii Opole-Groszowice.                                                           |
| Kościół NMP Królowej Polski                    |               | ul. Oświęcimska 130                          | Chrystusa Króla                        | filialny      | -                  |                 | Dawniej był to kościół protestancki.                                                                               |
| Kościół Matki Boskiej Nieustającej Pomocy      |               | pl. Kościelny 1                              | Matki Boskiej Nieustającej Pomocy      | parafialny    | 4600               | 1902-1904       | |
| Dekanat Opole-Szczepanowice                    |               |                                              |                                        |               |                    |                 | |
| Kościół bł. Czesława Odrowąża                  |               | ul. J. Hallera 2                             | bł. Czesława Odrowąża                  | parafialny    | 14 500             | 2000 r.         | |
| Kościół św. Michała Archanioła                 |               | ul. Domańskiego 4, Opole-Półwieś             | św. Michała Archanioła                 | parafialny    | 2700               | 1936-1937 r.    | |
| Kościół św. Józefa                             |               | ul. Prószkowska 74, Opole-Szczepanowice      | św. Józefa                             | parafialny    | 7300               | 1928-1929       | W czasie II Wojny Światowej dach i wieże świątyni zostały poważnie uszkodzone. W okresie powojennym odbudowano je. |

### Świątynie protestanckie[8]
| Świątynia                                 | Wyznanie                           | Adres                | Uwagi                                 |
| ----------------------------------------- | ---------------------------------- | -------------------- | ------------------------------------- |
| Zbór Ewangelicko-Augsburski               | Kościół Ewangelicko-Augsburski     | ul. Piaseczna 12     | Kaplicę zbudowano w latach 1967-1968. |
| Zbór Kościoła Adwentystów Dnia Siódmego   | Kościół Adwentystów Dnia Siódmego  | ul. Żeromskiego 6    |                                       |
| Zbór Kościoła Zielonoświątkowego "Ostoja" | Kościół Zielonoświątkowy           | ul. Wróblewskiego 26 |                                       |
| Zbór Kościoła Ewangelicznych Chrześcijan  | Kościół Ewangelicznych Chrześcijan | ul. Mazowiecka 6     |                                       |
| Kościół Chrześcijan Baptystów             | Kościół Chrześcijan Baptystów      | ul. Sienkiewicza 20  |                                       |

### Świadkowie Jehowy
| Obiekt         | Zbory                                                                                       | Adres                     |
| -------------- | ------------------------------------------------------------------------------------------- | ------------------------- |
| Sala Królestwa | Opole–Południe (w tym grupa angielskojęzyczna), Opole–Wschód                                | ul. Solskiego 36          |
| Sala Królestwa | Opole–Północ (w tym grupa języka migowego), Opole–Prószków, Opole–Rosyjski, Opole–Ukraiński | ul. Wojciecha Biasa 22–24 |

### Inne świątynie[8]
| Świątynia                                       | Religia | Organizacja                                           | Adres                     |
| ----------------------------------------------- | ------- | ----------------------------------------------------- | ------------------------- |
| Buddyjski Ośrodek Medytacyjny Diamentowej Drogi | Buddyzm | Buddyjski Związek Diamentowej Drogi Linii Karma Kagyu | ul. Powstańców Śląskich 8 |
| Opolska Grupa Zen                               | Buddyzm | Szkoła Zen Kwan Um                                    | ul. Damrota 6             |